# Ilarion Ruvarac
Ilarion Ruvarac (srbsko Иларион Руварац), srbski zgodovinar, * 1. september 1832, Sremska Mitrovica, † 8. avgust 1905, Grgeteg.

## Dela
- O pećkim patrijarsima od Makarija do Arsenija III, 1868.
- O humskim episkopima i hercegovačkim mitropolitima do godine 1765, 1901.
- Dvije bosanske kraljice, 1893.